# خانه کسرا وفاداری
خانه کسرا وفاداری مربوط به دوره قاجار است و در یزد، خیابان کاشانی، روبروی سینما ایران، کوچه شمس، پلاک ۱۹ واقع شده و این اثر در تاریخ ۲۸ اسفند ۱۳۸۵ با شمارهٔ ثبت ۱۸۶۶۶ به‌عنوان یکی از آثار ملی ایران به ثبت رسیده است.